# Muzeum Moravských bratří
Muzeum Moravských bratří je muzeum v Suchdole nad Odrou zaměřené na dějiny obnovené Jednoty bratrské, zejména na exil několika stovek tajných protestantů z Kravařska v první polovině 18. století a následnou celosvětovou misijní činnost Moravských bratří. Muzeum provozuje spolek MORAVIAN Historicko-vlastivědná společnost.
Muzeum vzniklo adaptací malé hospodářské usedlosti v centru obce. Otevřeno bylo roku 2001.
Naproti muzeu se nachází Park Moravských bratří s dřevinami přivezenými z oblastí, kde misijně působili.

## Galerie

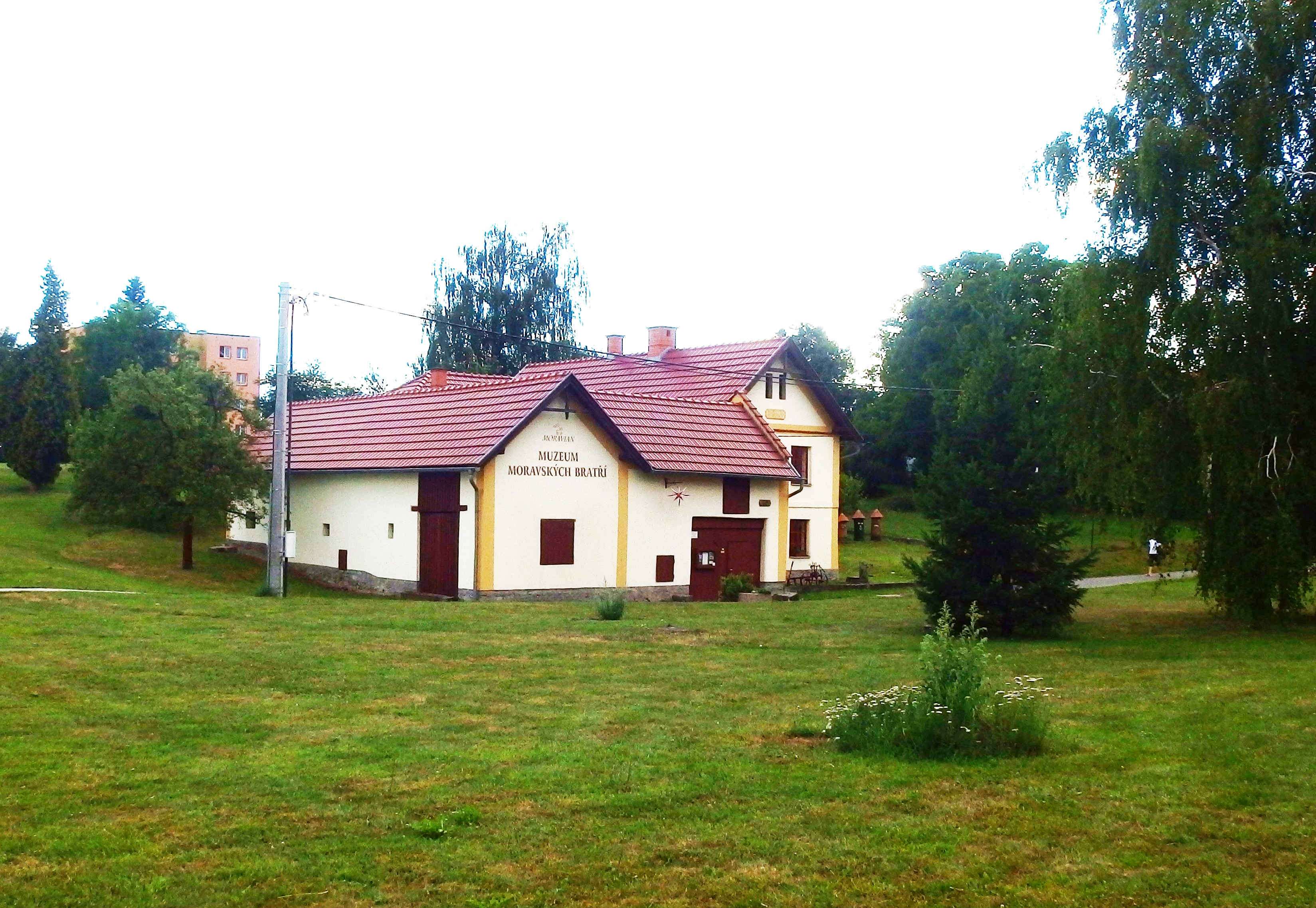
Exteriér muzejní budovy
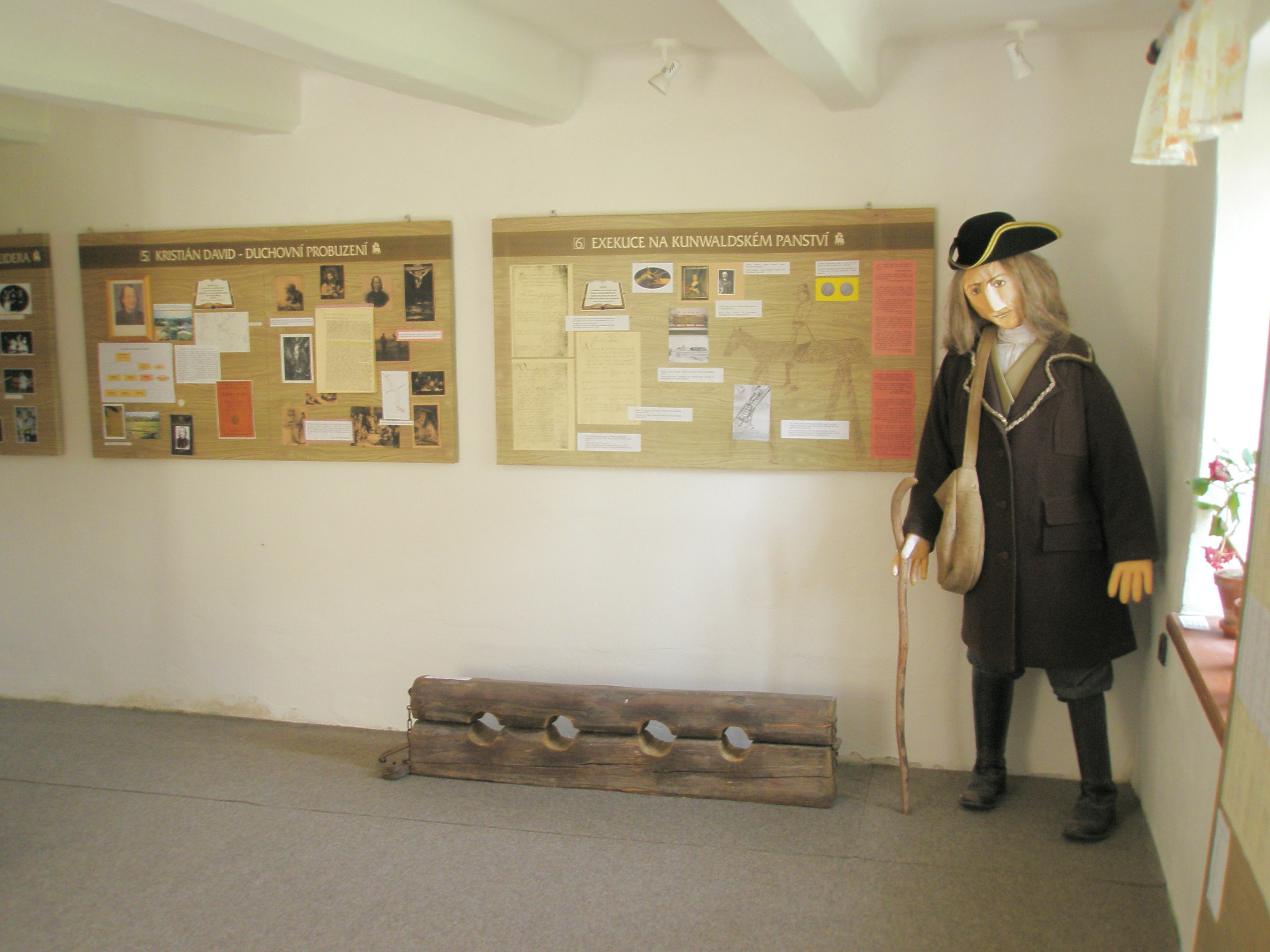
Část stálé expozice
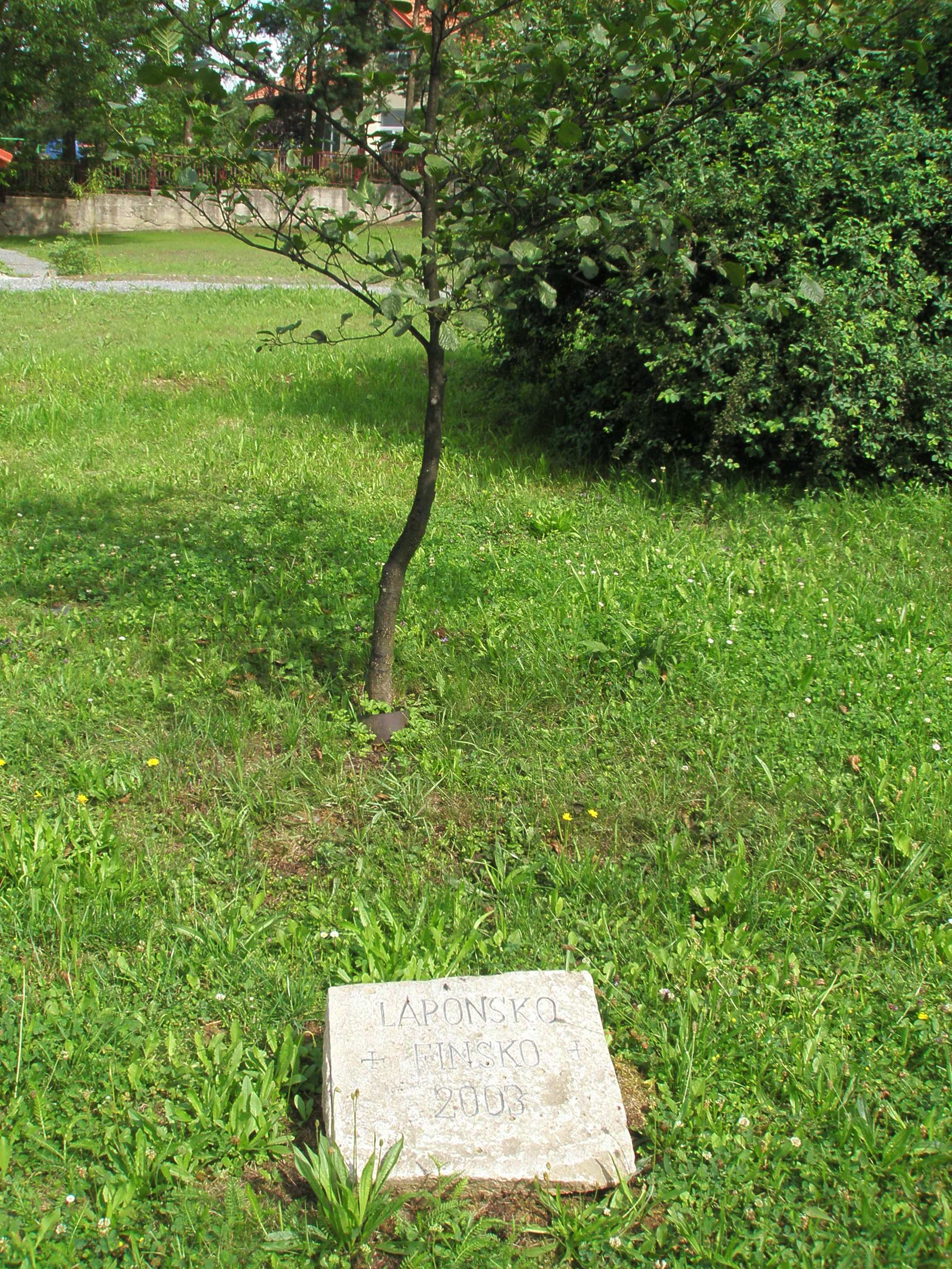
Strom z Laponska v Parku Moravských bratří